# Jリーグアフターゲームショー
『Jリーグアフターゲームショー』（J.LEAGUE AFTER GAME SHOW、JAGS）は、2012年2月まで放送されていたスカパー!制作のJリーグ試合結果速報番組である。

## 概説・歴史
2007年シーズンよりスカチャン（放送開始当初はスカパー!はパーフェクト・チョイス、e2 by スカパー!（現スカパー!e2）はスカチャン!）で放送。
当日開催された全試合のハイライトのほかに試合直後の監督や選手の声を伝えたほか、試合終了直後の会場と中継をつなぎ、当日出演した解説者や選手が出演したりする場合があった。
番組は2007年8月11日放送分をもってリニューアル。放送開始時間が35分早くなり（19時開始のゲームがあるときは従来21時50分開始だったのが21時15分開始に変更）、番組放送時間も60分から75分に拡大された。
オフシーズン中には、「週刊JリーグアフターゲームショーPLUS」を毎週日曜日 21:00 - 22:00に生放送していた。
2012年2月に放送された開幕直前スペシャル番組において番組終了と、新たに『マッチデーJリーグ』が編成されることが発表された。

## 放送時間
基本的には試合開催日は必ず放送するが、AFCチャンピオンズリーグ参加チームの日程消化などで試合数が数試合しかない場合は放送せず、直近の放送日にハイライトを放送する。
- デイマッチ一斉開催の場合 適宜
- ナイトマッチがある場合 21:15開始
  - 19:30開始の試合がある場合 21:30開始

いずれの場合も放送時間は原則75分だが、試合数によって時間は変動する。また座談会などの企画を組んで放送枠を拡大することもあった。

## 出演者

### MC
- 野々村芳和
- 平畠啓史

土曜日を平畠、日曜日を野々村が担当することが多い。また、J2のみの開催日など1日の試合数が少ない場合は、スタジオではなく、会議室のような場所で、アシスタントを置かずに、野々村と平畠2人のみで番組を進行することがある。（2008年以降）

### アシスタント
- 日々野真理
- 寺田ちひろ
- 渡辺枝里子

土曜日を渡辺・寺田、日曜日を日々野が担当することが多い。
野々村、日々野は試合中継を担当しない日を主に担当するが、分散開催などでは関東地区で試合中継終了後にスタジオに移動して本番組に出演することがある。また、随時スタジオに選手や解説者をゲストに迎えていた。

### その他の出演者
- 遠藤雅大（2007年）
- 湯本久美（2008年 - 2009年）
- 信澤美穂（2007年 - 2008年）
- 武藤乃子（2009年）
- amie（2010年）

## コーナー
- 試合ハイライト

その日行われた全試合のハイライトを放送する。流れはスタジオでフォーメーションの説明→試合ハイライトVTR（ナレーターは坂信一郎か毛利久志）→試合内容の感想・解説
試合によっては現地で中継を担当した解説者・アナウンサーが担当する場合がある。
- Jリーグベストゴールアワード

その節の全ゴールからもっとも印象に残ったゴールを視聴者投票で選ぶ。また、各月ごとの「月間ベストゴールアワード」も決定する。さらにシーズン終了後に「年間ベストゴールアワード」を決める。
- 平ちゃんの今日イチ!

平畠担当日に放送。その節の試合の中（ゴールパフォーマンスや観客など、試合内容に直接関係ないことも多い）から細かいポイントを取り上げる。
Jリーグの試合・パブリックビューイングのゲストに平畠が呼ばれた場合、会場で「出張版」を行うことがある。
- JAGS技術委員会

野々村担当日に放送。野々村が試合を見ていて注目したポイントを技術的に解説する。その際、天気予報番組のようなタッチ式で書き込み可能なモニターを使用する。
- 週刊!野々村

野々村担当日に放送。野々村が独自の視点からサッカーに対する意見を述べる。

## 速報Jリーグアフターゲームショー
2009年にはこの番組の前にゴールシーンを中心に速報で伝える「速報Jリーグアフターゲームショー」が開始されたが、同年内のみで終了。2011年から「速報」が復活。放送時間はアフターゲームショーの放送前5分間。

### 出演者
- 安藤輝子
- 上野優花
- 吉田奈央

いずれか1名が出演

## 関連番組
- Jリーグナイト07 プレビューショー（スカパー!制作）
- Jリーグプレビューショー（J SPORTS制作）